# Dread Reaver
Dread Reaver är det norska black metal-bandet Abbaths tredje studioalbum, utgivet 2022 av skivbolaget Season of Mist.

## Låtlista
1. "Acid Haze" – 4:53
2. "Scarred Core" – 3:31
3. "Dream Cull" – 4:17
4. "Myrmidon" – 4:35
5. "The Deep Unbound" – 4:07
6. "Septentrion" – 4:32
7. "Trapped Under Ice (Metallica Cover)" – 4:01
8. "The Book Of Breath" – 4:37
9. "Dread Reaver" – 4:45